# Gotländsk haverrot
Gotländsk haverrot (Tragopogon crocifolius) är en växtart i familjen korgblommiga växter.
Växten är 10–30 centimeter hög, tvåårig och har en kort, hög, kraftig, ljusgrön och årig stjälk med många stjälkomfattande ullhåriga smal blad. Under sitt andra år blommar växten i juni med en dubbel, fåblommig blomkorg.
Gotländsk haverrot förekommer främst i Sydeuropa och österut till Västasien. I Nordeuropa är Gotland enda växtplatsen. Troligen har den kommit in till ön med gräsfrö från Sydeuropa under 1800-talet. De förekommer främst i Visbys omnejd.
Gotländsk haverrot kan bilda hybrider med Ängshaverrot och Stor haverrot.